# Eustácio Romeu

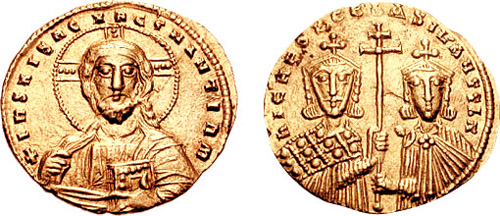
Histameno de r. e r.

Eustácio Romeu (em grego: Εὐστάθιος Ῥωμαῖος; fl. c. 975–1034) foi um juiz sênior e escritor do Império Bizantino. Romeu seguiu os passos de seu avô, tornando-se um juiz da corte imperial. Ao longo de sua carreira, que começou no reinado do imperador Basílio II Bulgaróctono (r. 976–1025), avançou de um simples juiz (litos krites) para o posto de magistro e o prestigioso posto de drungário da guarda, sendo talvez o primeiro titular do ofício na função de presidente do Tribunal do Hipódromo. Ele foi muito estimado durante sua vira e por juristas posteriores por seu conhecimento e habilidade em tomar decisões.
Romeu escreveu vários tratados judiciais, principalmente compreendendo declarações de veredicto, pareceres de advogados, etc., mas muitos deles foram perdidos. Um de seus colegas, contudo, selecionou algumas partes de seu trabalho e, organizando-os por assunto em 75 títulos, publicou um compêndio conhecido como Peira ("experiência"). O Peira foi concebido como um livro didático. Continha "em uma progressão vagamente associada, preceitos, definições, e soluções para problemas de todas as esferas do direito civil e criminal" (D. Simon), e seu compilador tentou deduzir regras gerais que determinaram as decisões de Romeu. O Peira permaneceu um livro popular até o final do período bizantino, e foi frequentemente citado pelos juristas bizantinos tardios.